# Schistostoma pseudoflavipes
Schistostoma pseudoflavipes är en tvåvingeart som beskrevs av Igor Shamshev 1993. Schistostoma pseudoflavipes ingår i släktet Schistostoma och familjen styltflugor.
Artens utbredningsområde är Turkmenistan. Inga underarter finns listade i Catalogue of Life.